# Friedrich Beckmann (Schauspieler, 1803)

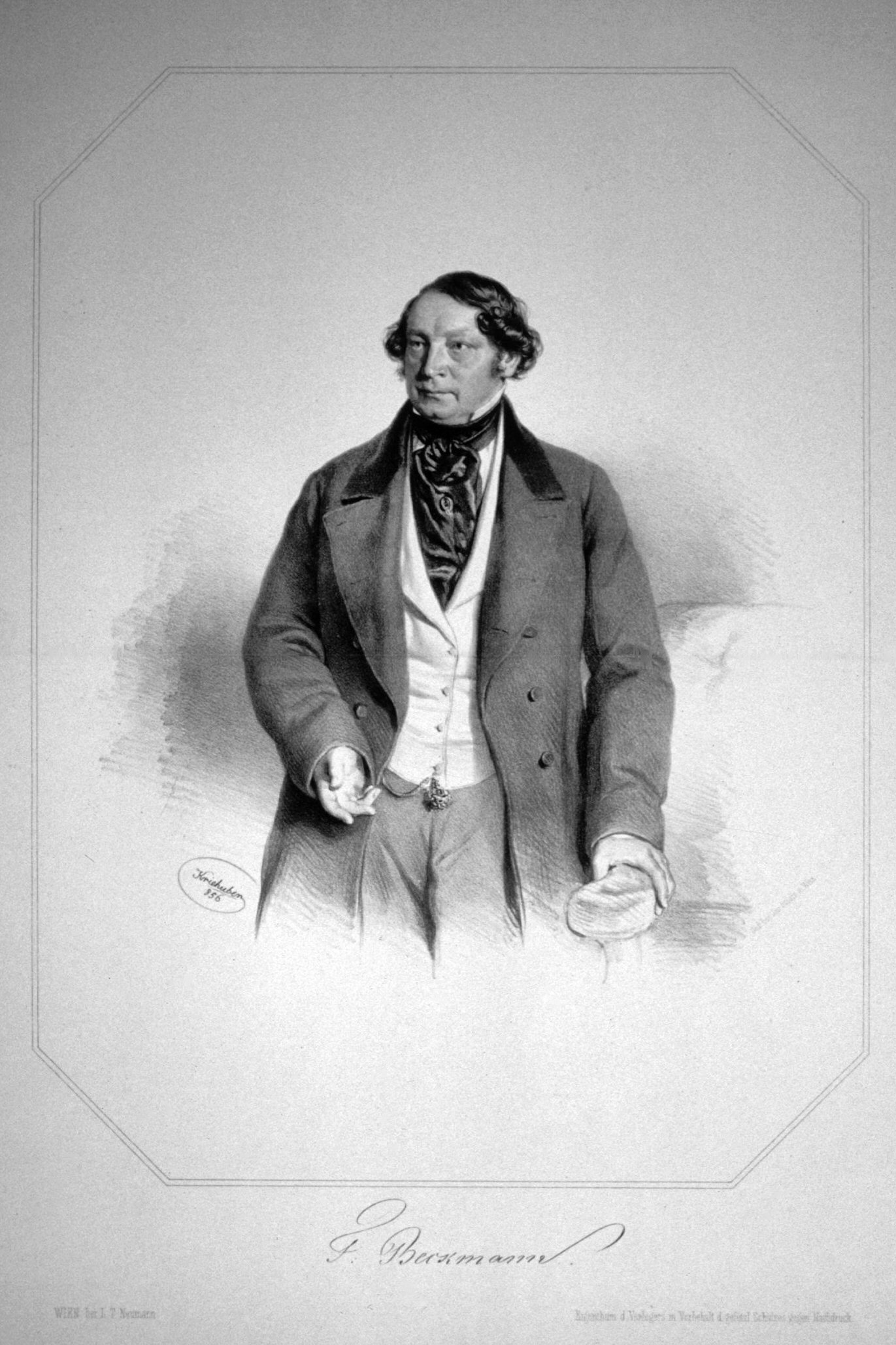
Friedrich Beckmann, 1856, Lithographie von Josef Kriehuber

Friedrich Beckmann (* 13. Januar 1803 in Breslau; † 7. September 1866 in Wien) war ein deutscher Komiker.

## Leben
Beckmann machte schon als Knabe theatralische Versuche und bewies ein ausgezeichnetes Talent für das komische Fach. Seit 1820 Chorist und dann Inspizient des Breslauer Theaters, wurde er 1824 auf Heinrich Schmelkas Empfehlung für das neu errichtete Königsstädtische Theater in Berlin engagiert. Allerdings war er bereits am 30. August 1820 erstmals in einem Theater aufgetreten, und zwar in der Rolle des stummen Dänenkönigs Harald in August von Kotzebues Drama Der Schutzgeist.
Anfangs nur in Nebenrollen beschäftigt, erhielt er später bedeutendere Partien und wurde bald zum Liebling des Publikums. Die Figur des Eckenstehers in Karl von Holteis Ein Trauerspiel in Berlin veranlasste ihn, die auf allen Theatern Deutschlands mit rauschendem Beifall aufgenommene Posse Eckensteher Nante im Verhör (46. Auflage, Berlin 1876) zu schreiben, worin er die Titelrolle spielte. Er trug zu einer Berliner Variante der zuvor von Wien dominierten deutschsprachigen Posse bei und festigte den Ruf dieses Theaters als Volksbühne.
1838 verheiratete er sich mit der beliebten Soubrette Adele Muzzarelli und folgte 1846 einem Ruf an das Hofburgtheater in Wien, wo er lebenslang engagiert wurde.
Auch hier machte er sich rasch beliebt und erhob sich vom Lokal- zum Charakterkomiker. Blieb er in allem, was er spielte, meist derselbe, so zeigte er doch stets eine urwüchsige Komik und hinreißende Laune. Er war behaglich und zugleich voll Geist und Witz.
Friedrich Beckmann ist auf dem Wiener Evangelischen Friedhof Matzleinsdorf (Gruft Mitte links, Nummer 11) beerdigt. Im Jahr 1894 wurde in Wien-Penzing (14. Bezirk) und Rudolfsheim-Fünfhaus (15. Bezirk) die Beckmanngasse nach ihm benannt.

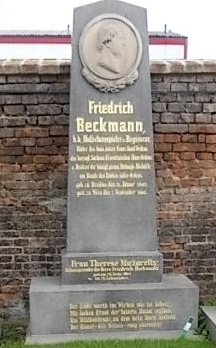
Friedrich Beckmann Grabstätte